# Меттью Раян (вершник)
Меттью Раян (англ. Matthew Ryan, 3 червня 1964) — австралійський вершник.
Олімпійський чемпіон 1992 (індивідуальне триборство), 1992 (командне триборство), 2000 (командне триборство) років.